# Sidney G. Winter
Sidney Graham Winter (nacido en 1935 en Iowa City, Iowa, EE. UU.) es un economista y profesor emérito de administración en la Wharton School de la Universidad de Pensilvania, Estados Unidos. Es reconocido como una de las figuras principales en el renacimiento de la economía evolutiva.

## Biografía
En 1982, publicó, junto con Richard R. Nelson, una teoría evolutiva del cambio económico, un libro que se ha citado casi 25.000 veces. Winter fue economista jefe de la Oficina General de Contabilidad de los Estados Unidos (1989-1993). Ganó el Premio Viipuri de Gestión Estratégica en 2008.

## Obras
- An Evolutionary Theory of Economic Change, 1982, ISBN 0-674-27228-5
- Patents and Welfare in an Evolutionary Model., 1993
- Coeditor fundador del Journal of Economic Behavior and Organization (junto con R. H. Day)